# Dynoro
Edvinas Pechovskis, más conocido como Dynoro (Vilna, 25 de diciembre de 1999) es un DJ y productor lituano orientado al Future House y Deep House. Es muy conocido por su sencillo "In My Mind" con Gigi D'Agostino.

## Carrera
Dynoro comenzó a lanzar pistas y remixes en Soundcloud y Spotify en 2013. En diciembre de 2017, se lanzó su canción "In My Mind". Fue un mashup de la canción de Ivan Gough, Feenixpawl, Georgi Kay de 2012 y el sencillo de Gigi D'Agostino "L'amour toujours" de 2001. La canción se ha convertido en un éxito masivo en toda Europa e internacionalmente. especialmente después de una colaboración con Gigi D'Agostino. El nuevo remix fue lanzado en B1 Recordings, una empresa conjunta con Sony Music. En julio de 2018, la canción alcanzó el número uno en las listas de música alemanas. También fue un éxito número 1 en República Checa, Finlandia, Hungría, Eslovaquia, Suecia, Suiza y un éxito Top 5 en Bélgica, Irlanda y Noruega. Llegó al número 15 en la lista de singles del Reino Unido.

## Sencillos
- 2017: Dreaming
- 2017: Rockstar (feat. Ilkay Sencan)
- 2018: Hangover
- 2018: In My Mind (feat. Gigi D'Agostino)
- 2019: Obsessed (feat. Ina Wroldsen)
- 2020: Zver

- Datos: Q55006974
- Multimedia: Dynoro / Q55006974